# قره‌آغاج بالا
قره‌آغاج بالا، روستایی در دهستان انگوت غربی بخش مرکزی شهرستان انگوت در استان اردبیل ایران است.

## جمعیت
بر پایه سرشماری عمومی نفوس و مسکن در سال ۱۳۹۵، جمعیت این روستا برابر با ۲۶۰ نفر (۷۵ خانوار) بوده‌است.